# Linea Atsumi
La  linea Atsumi (豊橋鉄道渥美線?, Toyohashi tetsudō Atsumi-sen), gestita dalla società Ferrovia Toyohashi, è una ferrovia suburbana a scartamento ridotto elettrificata che unisce le stazioni di Shin-Toyohashi a Toyohashi e di Mikawa Tawara, nella città di Tahara, entrambe della prefettura di Aichi in Giappone.
La ferrovia, che aprì nel 1924, lascia il centro di Toyohashi per dirigersi verso la penisola di Atsumi, una zona rurale nota anche per le sue sorgenti termali e per gli sport acquatici, rientrante nel parco quasi-nazionale della baia di Mikawa.

## Servizi
Tutti i treni fermano in tutte le stazioni, senza servizi rapidi, e la frequenza media è di un treno ogni 15 minuti.

## Stazioni
- Tutte le stazioni si trovano nella prefettura di Aichi
- Tutti i treni fermano in tutte le stazioni

| Stazione        | Giapponese | Dist. da Shin-Toyohashi | Collegamenti                                                                                                 | Posizione | Posizione  |
| Stazione        | Giapponese | Dist. da Shin-Toyohashi | Collegamenti                                                                                                 | Citta     | Prefettura |
| --------------- | ---------- | ----------------------- | --- | --------- | ---------- |
| Shin-Toyohashi  | 新豊橋     | 0.0                     | JR Central (stazione di Toyohashi): Tōkaidō Shinkansen Linea principale Tōkaidō Linea Iida Tram di Toyohashi | Toyohashi | Aichi      |
| Yagyū-bashi     | 柳生橋     | 1.0                     | | Toyohashi | Aichi      |
| Koike           | 小池       | 1.7                     | | Toyohashi | Aichi      |
| Aichidaigakumae | 愛知大学前 | 2.5                     | | Toyohashi | Aichi      |
| Minami-Sakae    | 南栄       | 3.2                     | | Toyohashi | Aichi      |
| Takashi         | 高師       | 4.3                     | | Toyohashi | Aichi      |
| Ashihara        | 芦原       | 5.3                     | | Toyohashi | Aichi      |
| Ueta            | 植田       | 6.3                     | | Toyohashi | Aichi      |
| Mukougaoka      | 向ヶ丘     | 7.1                     | | Toyohashi | Aichi      |
| Ōshimizu        | 大清水     | 8.5                     | | Toyohashi | Aichi      |
| Oitsu           | 老津       | 10.7                    | | Toyohashi | Aichi      |
| Sugiyama        | 杉山       | 12.7                    | | Toyohashi | Aichi      |
| Yagumadai       | やぐま台   | 14.0                    | | Tahara    | Aichi      |
| Toshima         | 豊島       | 15.6                    | | Tahara    | Aichi      |
| Kambe           | 神戸       | 17.1                    | | Tahara    | Aichi      |
| Mikawa Tahara   | 三河田原   | 18.0                    | Autobus per capo Irago                                                                                       | Tahara    | Aichi      |

## Materiale rotabile
Attualmente la linea Atsumi utilizza i vecchi elettrotreni della serie 7200 o 1800 appartenuti alla Tōkyū Corporation, grande gruppo ferroviario dell'area di Tokyo/Kanagawa. I treni sono a tre casse.